# Theodor Vogel (Philologe)

Theodor Vogel (1836–1912)

Theodor Vogel (* 15. Juni 1836 in Plauen; † 30. Dezember 1912 in Dresden) war ein deutscher Klassischer Philologe, Gymnasiallehrer und Vortragender Rat im Königlich-sächsischen Kultusministerium.

## Leben

### Familie
Theodor war der älteste Sohn des Plauener Gymnasialoberlehrers Friedrich August Vogel (* 7. Januar 1811 in Plauen; † 1. April 1867 ebenda) und dessen Ehefrau Minna, geborene Teichmann († 1878). Sein jüngerer Bruder war Paul Vogel.
Am 1. Oktober 1864 heiratete er in der Dresdner Annenkirche Cäcilie Heubner, Tochter des Politikers und Dichters Otto Leonhard Heubner, die bereits am 29. März 1869 an den Folgen eines plötzlich auftretenden Gelenkrheumatismus verstarb und auf dem Dresdner Annenfriedhof beigesetzt wurde. Der Ehe entstammten der Sohn Walther (* 31. August 1865) und die Tochter Marie (* 24. März 1867 in Meißen), welche sich im Dezember 1888 in Dresden mit dem Dresdner Medizinalrat Dr. Arwed Gilbert (* 12. Januar 1864 in Dresden; † 29. April 1940 in Dresden-Blasewitz) verehelichte.
Seit dem 24. Juli 1872 war Theodor Vogel in zweiter Ehe mit Hedwig Gilbert, der Tochter seines damaligen Vorgesetzten, des sächsischen Geheimen Schul- und Kirchenrats Robert Otto Gilbert (1808–1891), verheiratet. Dieser Ehe entstammte die Tochter Anna Elisabeth (* 5. Juli 1873), die sich 1905 mit dem Altphilologen Richard Wagner vermählte.

### Ausbildung
Der frühreife, reichbegabte und äußerst lernbegierige Knabe besuchte von 1844 bis 1852 das Gymnasium seiner Vaterstadt, wo ihn vor allem der neue Rektor Johann Friedrich Palm prägte.
Nach seiner mit der Gesamtnote Ia bestanden Reifeprüfung studierte er zunächst in Berlin Klassische Philologie, Philosophie und Germanistik. Hier zählte zu seinen bevorzugten Professoren der Philologe August Boeckh. Besonders aber fesselten ihn die Satiren des Horaz, die römischen Staatsaltertümer und die römische Literaturgeschichte bei dem erst 34-jährigen Dozenten Martin Hertz, mit dem ihn seit jener Zeit eine lebenslange Freundschaft verband. Daneben besuchte er mit großem Interesse die Vorlesungen des Physikers Dove über Meteorologie und Experimentalphysik. Privat verkehrte er freundschaftlich im Hause der Familie des 1838 verstorbenen Dichters Adelbert von Chamisso. Dessen Tochter hatte er bereits in Plauen, als Gattin seines Lehrers Palm, kennengelernt.
Von Oktober 1853 bis Oktober 1856 setzte er seine Studien an der Universität Leipzig fort, wo er der erste Famulus des jungen Germanisten Friedrich Zarncke wurde. Nachdem er am 12. Oktober 1856 die Staatsprüfung für das Lehramt an höheren Schulen bestanden hatte, wurde er am 28. Oktober 1856 promoviert.
Sein gesetzliches Probejahr absolvierte er je zur Hälfte an der Nikolaischule in Leipzig und an der Kreuzschule in Dresden. Gleichzeitig übernahm er ab Ostern 1857 eine Lehrerstelle am pädagogischen Privatinstitut von Christian Friedrich Krause, das bis zur Begründung des Königlichen Gymnasiums in Dresden-Neustadt (1874) hohes Ansehen genoß […] und mit einem großen und vornehmen, besonders von vielen Engländern, Nordamerikanern und Deutschrussen besuchten Alumnate verbunden war.

### Tätigkeit als Gymnasiallehrer
Am 1. Juni 1858 erhielt er die 16. Oberlehrerstelle am Gymnasium in Zittau, wo er von dem damaligen Rektor Heinrich Julius Kämmel auch in der Prima eingesetzt wurde.
Ab Michaelis 1861 war er Ordinarius am Gymnasium in Zwickau. Auch dort erwiesen ihm seine Rektoren Friedrich Kraner und Hugo Ilberg große Wertschätzung und vertrauten ihm die lateinischen Disputationen der Oberstufe an. Privat beschäftigte sich in dieser Zeit besonders mit dem Werk des römischen Schriftstellers Aulus Gellius. Zudem hielt er öffentliche Vorträge über Die weltgeschichtliche Aufgabe des Römertums und Die griechische Mythologie als Symbolsprache der gebildeten Menschheit.
Am 1. Juni 1866 folgte er dem Ruf als neunter Professor an die Fürstenschule St. Afra in Meißen. Bereits zu diesem Zeitpunkt war es sein Bestreben unter Abwerfen überlebter Methoden und gelehrten Ballastes […] vernünftiger, einfacher und lebensvoller zu unterrichten. Sein Wissen und sein pädagogisches Geschick führten dazu, dass er auch an St. Afra gebeten wurde, neben seinem eigentlichen Lehrauftrag lateinische und griechische Lektüre in den obersten Klassen zu unterrichten und lateinische Disputationen mit ausgewählten Primanern abzuhalten.
Von 1871 bis 1877 war er Gründungsrektor des Staatsgymnasiums in Chemnitz. Die große Masse der Bevölkerung stand in der Fabrikstadt der humanistischen Anstalt zunächst noch völlig gleichgültig gegenüber. Vogel war daran gelegen, die überkommenen Unterrichtsformen den Anforderungen des industriellen Zeitalters anzupassen. Mit seinem jungen Kollegium setzte er sich daher für die Erweiterung des naturwissenschaftlichen Unterrichts und die Einführung des Unterrichts der englischen Sprache ein. Seinem Nachfolger hinterließ er eine florierende Anstalt mit 13 Klassen, 326 Schülern, 10 beträchtlichen Schulstiftungen und einer Lehrerwitwenkasse.
Als Theodor Vogel auf Empfehlung des bisherigen Rektors Justus Hermann Lipsius am 29. September 1877 als dessen Nachfolger an die Nikolaischule in Leipzig berufen wurde, stand diese altehrwürdige städtische Bildungsstätte durch das umsichtige Wirken des Gelehrten Lipsius bereits in hohem Ansehen. In Vogels Amtszeit erhielt die Schule 1880 ihr neues, modernes und großes Schulgebäude an der Stephanstraße. Unter Vogel wurde die Schule nun zum Doppelgymnasium ausgebaut.
Seit dem 1. August 1878 gehörte Vogel mit Friedrich August Eckstein zudem der Wissenschaftlichen Prüfungskommission der Universität Leipzig für Pädagogik und seit dem 1. Dezember 1883 auch für Klassische Philologie an.

### Tätigkeit als Dezernent für das höhere Schulwesen
Am 1. November 1884 wurde Vogel zum Ministerialdezernenten für das höhere Schulwesen im sächsischen Kultusministerium in Dresden ernannt. In dieser Funktion entwickelte und unterstützte er insbesondere den Ausbau der sächsischen Reformrealgymnasien. Als Modell diente ihm die Dreikönigschule in Dresden. Der Unterricht dieser Reformrealgymnasien Dresdner Ordnung war im Wesentlichen gekennzeichnet durch eine geänderte Abfolge der Fremdsprachen. Grundständige Fremdsprache war Französisch, während Latein erst in der Untertertia und Englisch in der Obersekunda einsetzten.
Daneben galt Vogel als Begründer der Reformrealgymnasien Plauener Ordnung, bei denen Englisch und Latein je ein Jahr früher und länger als an der Dreikönigsschule gelehrt wurden. Der Vorteil der „Plauener Ordnung“ lag auf der Hand. Sie legte nicht nur eine solidere Grundlagen für die zweite und dritte Fremdsprache als in den anderen Realgymnasien, sondern bot auch den Schülern eine bessere Basis im Englischen, die – aus welchen Gründen auch immer – entgegen der ursprünglichen Absicht die Schule schon nach insgesamt sechs Schuljahren (nach der Untersekunda) verließen und eine Anstellung in der Wirtschaft aufnahmen.
Durch sein Amt gehörte Vogel zugleich der Reichsschulkommission und den Prüfungskommissariaten für Gera und Schleiz sowie der Prüfungskommission für das sächsische Kadettenkorps an. Seit Ostern 1902 hatte er zudem den Vorsitz bei den an der Technischen Hochschule Dresden abzulegenden Prüfungen für das höhere Lehramt inne.
Auf seine Arbeit gehen die wichtigen und umfangreichen neuen Lehr- und Prüfungsordnungen des Sächsischen Kultusministeriums für Gymnasien (1893), Realgymnasien (1902) und Realschulen (1904) zurück.
Der Schulreformbewegung stand er eher distanziert gegenüber. Er lehnte die Zurückdrängung des Unterrichts der alten Sprachen zugunsten der modernen, wie sie etwa das Frankfurter System vorsah, ab. Seiner Auffassung nach sollte sich der Unterricht in Englisch und Französisch nicht auf das Erlernen der Umgangssprache beschränken, sondern sich vor allem auf die Lektüre und die Kenntnis der klassischen Literatur jener Sprachen konzentrieren.
Am 1. Oktober 1905 trat Vogel in den gesetzmäßigen Ruhestand. Neben zahlreichen didaktischen Aufsätzen über altklassischen und über deutschen Unterricht in Johannes Ilbergs Neuen Jahrbüchern für das klassische Altertum, Geschichte und deutsche Literatur, in Otto Lyons Zeitschrift für den deutschen Unterricht, in den Grenzboten oder im Dresdner Anzeiger verfasste er auch seine Lebenserinnerungen und betätigte sich verstärkt als Goetheforscher.
Nach kurzer Krankheit verstarb Theodor Vogel in Dresden und wurde auf dem Alten Annenfriedhof beigesetzt.

## Ehrungen
Für seine Verdienste wurde Theodor Vogel 1902 zum Geheimen Rat ernannt. Er war Träger hoher Orden, unter anderen des Komturkreuzes des sächsischen Albrechts-Ordens I. Klasse. Anlässlich seines Eintritts in den Ruhestand wurde durch eine Sammlung unter der sächsischen Lehrerschaft die Gründung einer Theodor-Vogel-Stiftung zur Unterstützung sächsischer Gymnasiallehrer ins Leben gerufen. Für seine Studie Zur Charakteristik des Lukas nach Sprache und Stil wurde er von der theologischen Fakultät der Universität Leipzig zum Ehrendoktor ernannt.

## Schriften (Auswahl)
- Doctrinam christianam instituet. Dissertationsschrift, Lipsiae 1856.
- Quaestiones de aliquot Philoctetae Sophoclis locis. Lipsiae 1855 (Gratulationsschrift des Philologischen Seminars für Prof. Westermann)
- De A. Gelli vita, studiis, scriptis narratione et iudicum. Zittau 1860 (Programm Zittauer Gymnasium)
- De A. Gelli sermone. Pars I. De copia vocabularum. Zwickau 1862 (Programm Zwickauer Gymnasium)
- Symbolae ad linguae Lat. Thesauros. Festprogramm Meißen vom 1. Mai 1867.
- Die Lebensweisheit des Horaz. Meißen 1868.
- Über die Methode des Lateinunterrichts an Realschulen erster Ordnung. Ein Beitrag zur Lösung der Lateinfrage. In: Eduard Stößner: Zweiter Bericht über die Königliche Realschule zu Döbeln. Döbeln 1871.
- Mit welchem Rechte nennt man das Volk der Griechen vor allen andern Völkern das klassische? Festrede. In: Jahns Jahrbuch für Philologie. 1878, S. 409–425.
- De dialogi qui Taciti nomine fertur sermone iudicium. Festschrift zu Ehren Friedrich August Ecksteins. In: Jahns Jahrbuch für Philologie. 12, Supl.-Bd. 1881.
- Zur Charakteristik des Lukas nach Sprache und Stil: eine philologische Laienstudie. Dürr, Leipzig 1897.
- Lehrplan für den deutschen Unterricht in den lateinlosen Unterklassen der Dreikönigschule(Realgymnasium zu Dresden-Neustadt). Heinrich, Dresden 1899.
- Goethes Selbstzeugnisse über seine Stellung zur Religion und zu religiös-kirchlichen Fragen. Teubner, Leipzig 1900.
- Q. Curti Rufi Historiarum Alexandri Magni Macedonis libri qui supersunt. 2 Bände. Teubner, Leipzig 1903/1906 (Historiarum Alexandri Magni Macedonis libri qui supersunt)
- Zur sittlichen Würdigung Goethes. Vortrag gehalten am 24. Januar 1906 in der Gemeinnützigen Gesellschaft zu Dresden. L. Ehlermann, Dresden 1906. (Neuaufl. Schuttwalden 1999)